# پاتریک پلاتینز
پاتریک پلاتینز (انگلیسی: Patrick Platins؛ زادهٔ ۱۹ آوریل ۱۹۸۳) بازیکن فوتبال اهل آلمان است.
از باشگاه‌هایی که در آن بازی کرده‌است می‌توان به باشگاه فوتبال آگسبورگ، باشگاه فوتبال وولفسبورگ، باشگاه فوتبال آرمینیا بیله‌فلد، و باشگاه فوتبال دارمشتات ۹۸ اشاره کرد.